# توماس گور براون
توماس گور براون (انگلیسی: Thomas Gore Browne; ۳ ژوئیهٔ ۱۸۰۷ – ۱۷ آوریل ۱۸۸۷) نظامی و سیاستمدار اهل پادشاهی متحد بریتانیای کبیر و ایرلند بود.